# 장쯔위
장쯔위(중국어: 张子宇)는 2007년 5월 1일 중국 산둥성에서 태어난 여자 농구 선수로 포지션은 센터이고 현재 중국 산둥 여자 농구팀 소속이다. 장쯔위의 부모는 모두 프로 농구 선수 출신이며, 아버지의 키는 213cm이고, 어머니는 중국 여자 농구 국가대표였던 위잉(于瑛)이다. 장쯔위는 자신의 키가 223cm, 224cm라고 말했다.

## 유년기
장쯔위는 8살 때 농구를 접하고 본격적인 훈련을 시작했다. 뛰어난 신체 조건과 어려서부터 농구에 익숙해진 환경 덕분에, 장쯔위는 아주 어린 나이에 남다른 농구 재능을 드러냈다.초등학교 졸업 후 농구 명문 학교인 칭화부중에 입학했고,동시에 중국농구협회 U13 농구 캠프에 참가했다.

## 선수 경력
2021년 7월, 전국 U15 농구 리그 여자부 결승전에서 장쯔위는 42득점 25리바운드 6블록을 기록하며 산둥 시왕 팀의 우승을 이끌었다.
2022년 8월 4일, 전국 U15 농구 리그 여자부 경기에서 팀과 함께 우승을 차지했다. 장쯔위는 평균 34.9득점, 7.4리바운드, 1.7블록을 기록하며 이번 대회의 MVP와 득점왕으로 선정되었다.
2023년 8월 3일, 산둥 팀과 함께 2023년 전국 U17 청소년 농구 리그 여자부 준우승을 차지했고, 결승전에서 30득점 21리바운드를 기록하며 MVP에 올랐다.

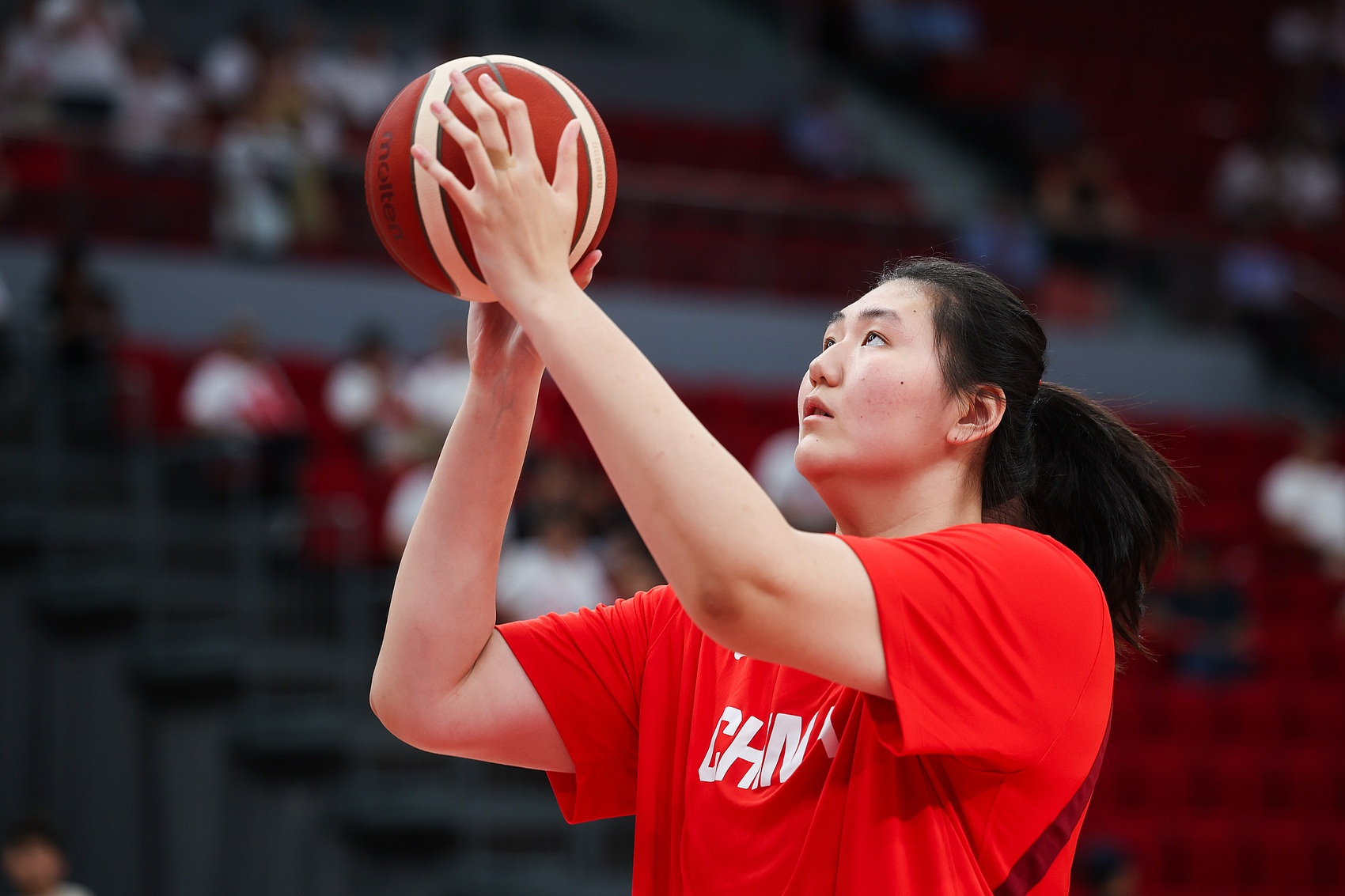
2023년 경기 중

2024년 1월에는 2023년도 U17 여자 농구 부문에서 최우수 득점자, 최우수 선수(MVP), 최고의 수비수로 선정되었다. 같은 해 6월 30일, 중국 대표팀과 함께 U18 여자 농구 아시아컵에서 준우승을 차지했고, 대회 최우수 선수(MVP)에 선정되었다.

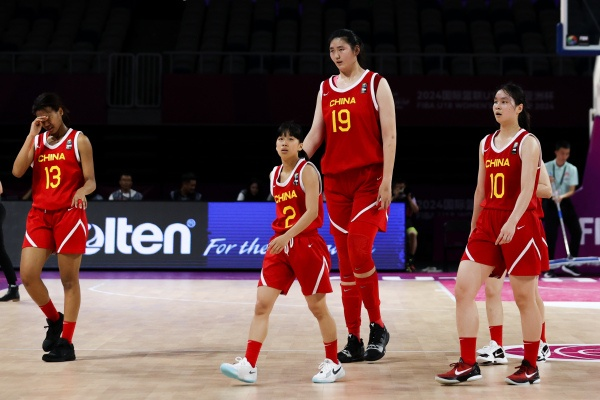
장쯔위 훈련 장면

2024년 11월, 산둥 팀 소속으로 전국 청소년 3대 구기 종합대회 여자 농구 결승전에서 후난 팀을 80-59로 대파하고 우승을 차지했으며, 베스트 5에 선정되고 여자부 MVP를 수상했다.
2025년 6월 13일, 여자 농구 국가대표팀 평가전에서 중국 여자 대표팀이 보스니아 여자 대표팀을 101-55로 크게 이겼고, 이 경기에서 장쯔위는 성인 대표팀 데뷔전을 치렀다. 그는 12분 27초 동안 출전해 야투 11개 중 7개 성공, 자유투 7개 중 4개 성공으로 팀 내 최다인 18득점과 7리바운드, 1어시스트, 1블록을 기록했다.